# Marcos de Aguilera

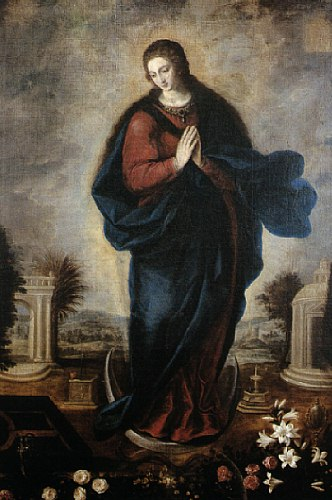
Inmaculada Concepción, óleo sobre lienzo, 208 x 143 cm, Pamplona, convento de Agustinas de San Pedro.

Marcos de Aguilera, fallecido en Madrid en 1620, fue un pintor barroco español, maestro del taller y suegro de Angelo Nardi. 
Documentado en Madrid en los primeros años del siglo XVII, debió de gozar de cierto prestigio en su momento aunque es muy poco lo que de su obra se conoce. Por razones desconocidas, Angelo Nardi, siendo ya un pintor formado y con obra propia, entró a trabajar como oficial en el taller de Aguilera y permaneció con él hasta su muerte. Marcos de Aguilera falleció el 30 de abril de 1620, tras haber hecho testamento dos días antes y dejado como albaceas testamentarios a su esposa y al citado Angelo Nardi. Este se hizo cargo del taller y de la educación Lorenzo de Aguilera, hijo del maestro. Tres años después, con treinta y seis años, Nardi se casó con otra hija de Marcos de Aguilera, Ana, de trece años, y el matrimonio se estableció en casa de la suegra, aunque pronto acabó en fracaso. A los dos años el matrimonio se disolvió sin haberse consumado y Nardi hubo de afrontar un largo proceso judicial interpuesto por Lorenzo.
Del trabajo de Marcos de Aguilera únicamente se conoce un lienzo de la Inmaculada Concepción conservado en el convento de Agustinas de San Pedro de Pamplona, firmado junto con Juan García de Miranda, que se encargó de su restauración en 1745. La Virgen aparece vestida con túnica roja y manto azul, con actitud elegante, en pie sobre la luna en cuarto creciente con las puntas hacia arriba y ante un paisaje adornado con los símbolos de las letanías, todo ello acorde con los modelos propios de principios del siglo XVII y entre ellos algunos del propio Nardi, limitándose la restauración, posiblemente, a la simplificación de la parte superior del lienzo.